# Julianus (genre)
Genre
Julianus est un genre d'amphibiens de la famille des Hylidae.

## Répartition
Les deux espèces de ce genre se rencontrent au Argentine, en Uruguay et au Brésil.

## Liste des espèces
Selon Amphibian Species of the World (9 juin 2017) :
- Julianus pinimus (Bokermann & Sazima, 1973)
- Julianus uruguayus (Schmidt, 1944)

## Étymologie
Ce genre est nommé en l'honneur de Julián Faivovich.

## Publication originale
- Duellman, Marion & Hedges, 2016 : Phylogenetics, classification, and biogeography of the treefrogs (Amphibia: Anura: Arboranae). Zootaxa, no 4104, p. 1–109.